# Ťukjan
Ťukjan nebo Ťujuken (rusky Тюкян nebo Тююкэн) je řeka v Jakutské republice v Rusku. Je 747 km dlouhá. Povodí má rozlohu 16 300 km².

## Průběh toku
Pramení na Středosibiřské vysočině a teče přes Středojakutskou rovinu. Ústí zleva do Viljuje (povodí Leny). Nejvýznamnější přítok je zprava Čilli. V povodí se nachází mnoho bezodtokých jezer.

## Vodní režim
Zdroj vody je sněhový a dešťový. Průměrný roční průtok vody činí 30 m³/s. Zamrzá v říjnu a rozmrzá v květnu.